# Jörg Volkmann
Jörg Volkmann (* 25. Januar 1958 in Wattenscheid) ist ein ehemaliger deutscher Säbelfechter und Teilnehmer an den Olympischen Spielen 1984 in Los Angeles.  Er focht zunächst in Kenten, später beim OFC Bonn.
Volkmann gewann 1976 und 1977 die Deutschen Juniorenmeisterschaften im Säbelfechten. Im Jahr 1984 war er Mitglied des Herrensäbelteams, das bei den Olympischen Spielen den vierten Platz erfocht. Zusammen mit Dieter Schneider, Jürgen Nolte, Jörg Stratmann und Freddy Scholz verlor er im Gefecht um den dritten Platz gegen Rumänien.